# Máximo de Mérida
Máximo de Mérida o simplemente Máximo fue obispo de  Mérida desde antes de 688, por mayo, hasta después de 693, último de los prelados de la época de los godos y mientras tuvieron lugar los  Concilios de Toledo. Tanto su nombre como su dignidad figuran en las actas del XV Concilio de Toledo que se celebró el 11 de mayo de 688 y como era el más moderno, su firma figuraba en último lugar. Según Enrique Flórez parece verosimil ascendiese a la sede episcopal de  Mérida siendo abad de algún monasterio o iglesia de Mérida ya que en el concilio celebrado cuatro años antes ya sonaba su nombre entre las conversaciones de los asistentes. Cinco años después de que se celebrase en XV Concilio de Toledo pues en el año 693 fue llamado para asistir al XVI Concilio de Toledo que empezó el 2 de mayo y firmaba comoen tercero en antigüedad. El año siguiente fue llamado para asistir al XVII Concilio de Toledo y aunque no figura su fima, afirma el arzobispo don Rodrigo que «Máximo Emeritense» estuvo presente por lo que Máximo asistió a tres concilios y consta que gobernó a su iglesia durante, al menos, seis años más sin que se pueda asegurar hasta cuando ya que empezaron a faltar los concilios nacionales. Tampoco se sabe si le alcanzó la invasión  sarracena y en caso afirmativo, en qué medida afectó a su iglesia.